# Kara Lawson
Kara Marie Lawson, coniugata Barling (Alexandria, 14 febbraio 1981), è un'ex cestista e allenatrice di pallacanestro statunitense, professionista nella WNBA.

## Carriera
È stata selezionata dalle Detroit Shock al primo giro del Draft WNBA 2003 (5ª scelta assoluta).
Con gli Stati Uniti ha disputato i Campionati americani del 2007 e i Giochi olimpici di Pechino 2008.

## Palmarès
- Campionessa WNBA (2005)
- Migliore tiratrice di liberi WNBA (2012)